# حصار سيرتا
حصار سيرتا سنة 113 قبل الميلاد نتيجة الصراع بين الملكين النوميديين عزربال ويوغرطة. حيث تنافسوا على عرش نوميديا بعد وفاة الملك ميكيسا. غزا يوغرطة أراضي عزربال وهزمه وحاصره في عاصمته سيرتا. سعى مندوبان رومانيان إلى التسوية بينهما، لكن يوغرطة تجاهلهم. وعندما استسلمت المدينة عذب خصمه عزربال حتى الموت وأعدم كل من حمل السلاح ضده، بما في ذلك العديد من الرومان. كان الإجراء الأخير هو الشرارة التي أدت إلى اندلاع حرب يوغرطة بين روما ونوميديا.

## خلفية
نوميديا هي مملكة في شمال إفريقيا (تقابل تقريبًا شمال الجزائر الحديثة) بجوار قرطاج، العدو اللدود لروما. توفي ملكها ماسينيسا، الذي كان حليفًا مخلصا لروما في الحرب البونيقية الثالثة، عام 149، وخلفه ابنه ميكيسا، الذي حكم من 149 إلى 118 قبل الميلاد. أثناء احتضاره، كان لدى ميكيسا ثلاثة ورثة محتملين، ولديه، آذربال وحيمبصال الأول، وابن أخ غير شرعي، هو يوغرطة.
قاتل يوغرطة تحت قيادة سكيبيو إيميليانوس في حصار نومانتيا، وتعرف على السلوك الروماني والتكتيكات العسكرية من خلال صداقته مع الأرستقراطيين الرومان. شعر ميكيبسا بأن يوغرطة سيغتصب عند وفاته المملكة من أبنائه الأقل قدرة إلى حد ما، فتبناه، وقسم المملكة بشكل مشترك لابنيه ويوغرطة. بعد وفاة ميكيسا، انفصل الملوك الثلاثة، واتفقوا في النهاية فيما بينهم على تقسيم ميراثهم إلى ثلاث ممالك منفصلة. عندما فشلوا في الاتفاق على شروط التقسيم شن يوغرطة حربًا مفتوحة على أبناء عمومته. اغتال عملاء يوغرطة حكمبصل، وهو الأصغر والأكثر شجاعة. جمع يوغرطة جيشا وسار ضد عذربال الذي هرب إلى روما. وهناك استعان بمجلس الشيوخ الروماني للتحكيم.
أرسلت روما لجنة، بقيادة القنصل السابق لوسيس أوبيميوس، لحل المسألة، لكن يوغرطة رشى أعضاء مجلس الشيوخ ليبرئه من جريمته، ولتقسيم المملكة المتنازع عليها بينه وبين عزربال. كما رشى يوغرطة اللجنة لمنحه النصف الغربي الأكثر ازدهارًا. لكن هذا لم يكن طموح يوغرطة، فحاول جر خصمه إلى الحرب في عام 116من خلال القيام بمضايقات متكررة لسلاح الفرسان على الحدود. لكن عزربال فشل في الرد وأرسل رسالة حكيمة إلى روما للاحتجاج مرة أخرى على سلوك يوغرطة. فشل مجلس الشيوخ في تقديم أي رد فعل، وفي عام 113 قرر يوغرطة أخيرًا غزو مملكة ابن عمه بالقوة. قابله عزربال بقواته الضئيلة بالقرب من سكيكدة فهزمه. ثم انسحب مع الناجين إلى عاصمته سيرتا.

## الحصار
كانت سيرتا تقع على تل مرتفع على نهر أمبساجا الذي يدور حول قاعدتها. عاشت في المدينة جالية رومانية كبيرة، معظمهم من التجار وأصحاب المكانة وأسرهم؛ انضم هؤلاء إلى بقية السكان في حراسة الجدران والدفاع عن المدينة. كانت سيرتا قادرًة على الصمود لفترة طويلة ضد الجيش المحاصِر. قبل أن يعودعزربال إلى المدينة، أرسل رسلًا إلى روما لإخطار مجلس الشيوخ بغزو يوغرطة. ارسلت روما لجنة من عشرة رومان عديمي الخبرة للتفاوض مع يوغرطة. فطردهم يوغرطة، مدعيا أن عزربال حاول تسميمه، وعادوا إلى روما دون نتيجة. أرسل مجلس الشيوخ نائبًا أعلى رتبة برئاسة ماركوس أميليوس سكورس ، أحد أكثر السياسيين الرومان شهرة وتأثيراً، لتهديد يوغرطة وإجباره على الاستسلام. بعد محاولة عنيفة ولكن فاشلة لأختراق جدران سيرتا قبل وصول هذه المجموعة، ذهب يوغرطة لاستقبال الوفد في أوتيكا. تبع ذلك مفاوضات مطولة ولكنها غير حاسمة، حيث بذل يوغرطة جهودًا كبيرة لإطالة المناقشات بحجج واهية، دون تقديم أي تنازلات في الواقع. عادت لجنة سكوروس إلى روما دون تحقيق أي شيء. فقرر عزربال الاستسلام بسبب نفاذ المؤن، رضخ الرومان داخل الجدران، معتمدين على حصانتهم كمواطنين رومانيين. أُعدم عزربال بالتعذيب البطيء، كما أعدم كل رجل شارك في الدفاع عن المدينة، رومانيًا كان أم أفريقيًا.

## ما بعد الكارثة
أدى التخلي عن حليف مخلص وقيِّم، وموت مواطنين رومانيين، إلى غضب السكان في روما. تفاقم هذا من خلال الاعتقاد العام بأن سكوروس وحاشيته، وكذلك اللجان الرومانية السابقة إلى يوغرطة، قد قبلوا رشاوى منه. حاول مجلس الشيوخ قمع الأحتجاجات. لكن جايوس ميميوس، الذي انتخب أطربون للعام التالي، أعلن عزمه على عزل أعضاء مجلس الشيوخ المشتبه في فسادهم. ثم أعلن مجلس الشيوخ شن الحرب، وبدأت حرب يوغورطة، 111-106 قبل الميلاد. على الرغم من النكسات الرومانية الأولية، هُزم يوغرطة في النهاية على يد الجنرالات المقتدرين كوينتوس ميتيلوس نوميدكوس وجايوس ماريوس، وآخرهم أسر يوغرطة وجلبه إلى روما ليموت مقيدًا بالسلاسل في توليانوم.